# Potenz (Mathematik)

Die Schreibweise einer Potenz:

Eine Potenz (von lateinisch potentia ‚Vermögen, Macht‘) ist das Ergebnis des Potenzierens (der Exponentiation), das wie das Multiplizieren seinem Ursprung nach eine abkürzende Schreibweise für eine wiederholte mathematische Rechenoperation ist. Wie beim Multiplizieren ein Summand wiederholt addiert wird, so wird beim Potenzieren ein Faktor wiederholt multipliziert. Dabei heißt die Zahl, die zu multiplizieren ist, Basis. Wie oft diese Basis als Faktor auftritt, wird durch den Exponenten angegeben. Man schreibt {\displaystyle {\text{Potenzwert}}={\text{Basis}}^{\text{Exponent}}.}

## Definition
Man spricht {\displaystyle a^{n}}  als a hoch n, n-te Potenz von a, a zur n-ten Potenz oder kurz a zur n-ten aus. Im Fall {\displaystyle n=2} ist auch a (zum) Quadrat üblich.
{\displaystyle a} heißt Basis (oder Grundzahl), {\displaystyle n} heißt Exponent (oder Hochzahl) der Potenz {\displaystyle a^{n}}. Das Ergebnis heißt Potenz oder Wert der Potenz.
Die Definitionsmengen sowohl auf seiten der Exponenten wie auf seiten der Basen werden im Folgenden Schritt für Schritt erweitert.

### Natürliche Exponenten
Die Potenz {\displaystyle a^{n}} wird für reelle oder komplexe Zahlen {\displaystyle a} (allgemeiner Elemente eines beliebigen multiplikativen Monoids) und natürliche Zahlen {\displaystyle n} durch
{\displaystyle {\begin{matrix}a^{n}:=\underbrace {a\cdot a\cdot a\dotsm a} _{n\ \mathrm {Faktoren} }\end{matrix}}}
definiert.
Diese Definition gilt nur für {\displaystyle n=1,2,3,\dotsc } Damit die aus ihr (ebenfalls nur für {\displaystyle n=1,2,3,\dotsc }) folgende Identität {\displaystyle a\cdot a^{n}=a^{n+1}} auch noch für {\displaystyle n=0} gilt, wird {\displaystyle a^{0}:=1} festgelegt. (Anmerkungen zum Fall {\displaystyle a=0} siehe unten.)

Potenzfunktionen mit positivem Exponenten graphisch

Potenzfunktionen mit negativem Exponenten graphisch

Die folgende Modifikation erleichtert die Behandlung des Sonderfalles {\displaystyle n=0}:
Die Potenzschreibweise bedeutet „Multipliziere die Zahl 1 mit der Grundzahl so oft, wie der Exponent angibt“, also
{\displaystyle {\begin{matrix}a^{n}=1\cdot \underbrace {a\cdot a\cdot a\dotsm a} _{n\ \mathrm {Faktoren} }.\end{matrix}}}
Der Exponent 0 sagt aus, dass die Zahl 1 keinmal mit der Grundzahl multipliziert wird und allein stehen bleibt, sodass man das Ergebnis 1 erhält.
{\displaystyle {\begin{aligned}a^{2}&=1\cdot a\cdot a\\a^{1}&=1\cdot a\\a^{0}&=1\end{aligned}}}
Bei negativer Basis und geradzahligem Exponenten ist die Potenz positiv:
{\displaystyle (-|a|)^{2n}=|a|^{2n}}
Bei negativer Basis und ungeradzahligem Exponenten ist die Potenz negativ:
{\displaystyle (-|a|)^{2n+1}=-|a|^{2n+1}}

### Ganze negative Exponenten
Negative Exponenten bedeuten, dass man die zur Multiplikation inverse Operation (Division) durchführen soll. Also „Dividiere die Zahl 1 durch die Grundzahl so oft, wie der Betrag des Exponenten angibt“.
{\displaystyle {\begin{matrix}a^{-n}=1:\underbrace {a:a:a:\dotsb :a} _{n\ \mathrm {Divisoren} }\end{matrix}}}
Für eine reelle Zahl {\displaystyle a} und eine natürliche Zahl {\displaystyle n} definiert man also:
{\displaystyle a^{-n}:={\frac {1}{a^{n}}},\quad a\neq 0}
Die analoge Definition wird auch in allgemeinerem Kontext angewandt, wann immer eine Multiplikation und inverse Elemente zur Verfügung stehen, beispielsweise bei invertierbaren Matrizen.

### Rationale Exponenten
Sei {\displaystyle q} eine rationale Zahl mit der Bruchdarstellung {\displaystyle q={\tfrac {m}{n}}} mit {\displaystyle m\in \mathbb {Z} ,\ n\in \mathbb {N} }. Für beliebige positive reelle {\displaystyle a} definiert man:
{\displaystyle a^{q}=a^{\tfrac {m}{n}}:={\sqrt[{n}]{a^{m}}}} {\displaystyle \qquad } (oder, was äquivalent ist, {\displaystyle a^{\tfrac {m}{n}}:=({\sqrt[{n}]{a}})^{m}})
Zum Beispiel gilt:
{\displaystyle 2^{3{,}1}=2^{\frac {31}{10}}={\sqrt[{10}]{2^{31}}}=({\sqrt[{10}]{2}})^{31}}
Der Wert der Potenz hängt nicht davon ab, welche Bruchdarstellung man gewählt hat.
Dieselbe Definition gilt auch für {\displaystyle a=0}. Daraus folgt, dass {\displaystyle 0^{q}=0} für {\displaystyle q>0} gilt und dass {\displaystyle 0^{q}} für {\displaystyle q<0} nicht existiert.
Wenn man Wurzeln aus negativen Zahlen mit ungeraden Wurzelexponenten zulässt, dann kann man diese Definition auf negative Basen und solche rationale Exponenten erweitern, deren gekürzte Bruchdarstellungen ungerade Nenner haben. Dazu gehören auch Potenzen mit negativen Basen und ganzen Exponenten, weil die Nenner in diesem Fall gleich {\displaystyle 1} sind.
Für den Fall {\displaystyle a<0} kann man bei Berechnungen von {\displaystyle a^{q}} alle Bruchdarstellungen {\displaystyle q={\tfrac {m}{n}}} mit ungeraden {\displaystyle n} benutzen. Aber bei Benutzung von Bruchdarstellungen mit geraden {\displaystyle n} können Fehler entstehen. Zum Beispiel gilt:
{\displaystyle -2=(-8)^{1/3}={\sqrt[{3}]{-8}}={\sqrt[{9}]{(-8)^{3}}}\neq {\sqrt[{6}]{(-8)^{2}}}=2}

### Reelle Exponenten

Exponentialfunktionen 0,5^{x}, 2^{x}, e^{x} und 10^{x}

Ist {\displaystyle a>0}, {\displaystyle r} eine beliebige reelle Zahl und {\displaystyle (q_{n})} eine Folge rationaler Zahlen, die gegen {\displaystyle r} konvergiert, so definiert man:
{\displaystyle a^{r}:=\lim _{n\to \infty }a^{q_{n}}}
Diese Definition ist korrekt, d. h., der Grenzwert existiert immer und hängt nicht von der Auswahl der Folge {\displaystyle (q_{n})} ab.
Zum Beispiel ist {\displaystyle 2^{\pi }} gleich dem Grenzwert der Folge {\displaystyle 2^{3},\,2^{3{,}1},\,2^{3{,}14},\,\dotsc .}
Die Definition lässt sich nicht auf den Fall {\displaystyle a<0} erweitern, da in diesem Fall der Grenzwert nicht zu existieren braucht bzw. für verschiedene Wahlen der Folge {\displaystyle (q_{n})} sich verschiedene Grenzwerte ergeben.
Eine andere Definition ist über die natürliche Exponentialfunktion und den natürlichen Logarithmus möglich:
{\displaystyle a^{r}:=\operatorname {exp} (r\ln a)}
Dazu kann die Exponentialfunktion über ihre Reihenentwicklung definiert werden:
{\displaystyle \operatorname {exp} (x)=\sum _{n=0}^{\infty }{\frac {x^{n}}{n!}}}
Insgesamt sind somit die Potenzen mit nichtnegativen Basen für alle reellen Exponenten definiert. Im Unterschied dazu sind die Potenzen mit negativen Basen nur für solche rationalen Exponenten definiert, deren gekürzte Bruchdarstellungen ungerade Nenner haben. Alle Potenzen mit negativen Basen und ganzen Exponenten gehören dazu. Potenzen negativer Zahlen mit anderen reellen Exponenten lassen sich im Bereich der komplexen Zahlen definieren, sind allerdings nicht reellwertig.

## Potenzgesetze
Um die nachfolgende Tabelle nicht zu überladen, betrachten wir nur Potenzen mit reellen Basen, die ungleich {\displaystyle 0} sind. Betrachtet man aber eines der unten aufgeführten Gesetze mit nur positiven Exponenten, dann ist es auch für Potenzen zur Basis {\displaystyle 0} gültig. Wenn von rationalen Zahlen mit geraden oder ungeraden Nennern gesprochen wird, dann sind stets die Nenner ihrer gekürzten Bruchdarstellungen gemeint.
| {\displaystyle a^{0}=1}                                                    | für alle {\displaystyle a\neq 0} (Anmerkungen zu „null hoch null“ siehe unten) |
| {\displaystyle a^{-r}={\frac {1}{a^{r}}}}                                  | für beliebige reelle {\displaystyle r}, falls {\displaystyle a>0} ist; für beliebige rationale {\displaystyle r} mit ungeraden Nennern, falls {\displaystyle a<0} ist. |
| {\displaystyle a^{\frac {m}{n}}={\sqrt[{n}]{a^{m}}}=({\sqrt[{n}]{a}})^{m}} | für beliebige natürliche {\displaystyle n} und ganze {\displaystyle m}, falls {\displaystyle a>0} ist; für beliebige natürliche {\displaystyle n} und ganze ungerade {\displaystyle m}, falls {\displaystyle a<0} ist. |
| {\displaystyle a^{r+s}=a^{r}\cdot a^{s}}                                   | für beliebige reelle {\displaystyle r,s}, falls {\displaystyle a>0} ist; für beliebige rationale {\displaystyle r,s} mit ungeraden Nennern, falls {\displaystyle a<0} ist. |
| {\displaystyle a^{r-s}={\frac {a^{r}}{a^{s}}}}                             | für beliebige reelle {\displaystyle r,s}, falls {\displaystyle a>0} ist; für beliebige rationale {\displaystyle r,s} mit ungeraden Nennern, falls {\displaystyle a<0} ist. |
| {\displaystyle (a\cdot b)^{r}=a^{r}\cdot b^{r}}                            | für beliebige natürliche {\displaystyle r}, und für ganze {\displaystyle r}, wenn {\displaystyle a\cdot b\neq 0}; für beliebige reelle {\displaystyle r}, falls {\displaystyle a>0,b>0} sind; für beliebige rationale {\displaystyle r} mit ungeraden Nennern, falls mindestens eine der Zahlen {\displaystyle a,b} negativ ist.                  |
| {\displaystyle \left({\frac {a}{b}}\right)^{r}={\frac {a^{r}}{b^{r}}}}     | für beliebige {\displaystyle b\neq 0} und ganze {\displaystyle r} und, wenn {\displaystyle r\leq 0}, auch {\displaystyle a\neq 0}; für beliebige reelle {\displaystyle r}, falls {\displaystyle a>0,b>0} sind; für beliebige rationale {\displaystyle r} mit ungeraden Nennern, falls mindestens eine der Zahlen {\displaystyle a,b} negativ ist. |
| {\displaystyle (a^{r})^{s}=a^{r\cdot s}}                                   | für beliebige ganze {\displaystyle r,s}, falls {\displaystyle a\neq 0} ist; für beliebige reelle {\displaystyle r,s}, falls {\displaystyle a>0} ist; für beliebige rationale {\displaystyle r,s}, mit ungeraden Nennern, falls {\displaystyle a<0} ist.                                                                                           |

Ist mindestens einer der Exponenten {\displaystyle r,s} irrational oder sind beide rational, aber hat mindestens eine der Zahlen {\displaystyle r} oder {\displaystyle r\cdot s} einen geraden Nenner, dann ist einer der Ausdrücke {\displaystyle (a^{r})^{s}} oder {\displaystyle a^{r\cdot s}} für {\displaystyle a<0} undefiniert. Ansonsten sind beide definiert und stimmen entweder überein oder unterscheiden sich nur um ihr Vorzeichen. Für beliebige {\displaystyle r,s}, falls {\displaystyle a>0} ist, und für ganze {\displaystyle r,s}, falls {\displaystyle a\neq 0} ist, stimmen sie immer überein. Für {\displaystyle a<0} und nicht ganzzahlige, aber rationale {\displaystyle r,s} sind diese beiden Fälle möglich. Welcher Fall eintritt, hängt von der Anzahl der Zweien in der Primzahlzerlegung des Zählers von {\displaystyle r} und des Nenners von {\displaystyle s} ab. Um das richtige Vorzeichen auf der rechten Seite der Formel {\displaystyle (a^{r})^{s}=\pm a^{r\cdot s}} zu erkennen, ist es hinreichend, in diese Formel {\displaystyle a=-1} einzusetzen. Das Vorzeichen, mit dem sie dann bei {\displaystyle a=-1} gültig ist, bleibt richtig für alle {\displaystyle a<0} und gegebenem {\displaystyle r,s}. Gilt {\displaystyle (a^{r})^{s}=-a^{r\cdot s}} für {\displaystyle a<0}, dann gilt {\displaystyle (a^{r})^{s}=|a|^{r\cdot s}} für alle {\displaystyle a\neq 0} (und auch für {\displaystyle a=0}, falls alle Exponenten positiv sind).
Zum Beispiel gilt {\displaystyle ((-1)^{2})^{\frac {1}{2}}=1} und {\displaystyle (-1)^{2\cdot {\frac {1}{2}}}=-1}. Darum ist {\displaystyle {\sqrt {a^{2}}}=(a^{2})^{\frac {1}{2}}=-a^{2\cdot {\frac {1}{2}}}=-a} für alle {\displaystyle a<0} und somit {\displaystyle {\sqrt {a^{2}}}=|a|} für alle reellen {\displaystyle a} gültig.
Das Potenzieren ist weder kommutativ, denn beispielsweise gilt {\displaystyle 2^{3}=8\not =9=3^{2}}, noch assoziativ, denn beispielsweise gilt {\displaystyle \left(3^{1}\right)^{3}=27\neq 3=3^{\left(1^{3}\right)}}.
Die Schreibweise {\displaystyle a^{b^{c}}} ohne Klammern bedeutet {\displaystyle a^{(b^{c})}}, das Potenzieren ist demnach rechtsassoziativ, vgl. Operatorrangfolge.

## Vertauschung von Basis und Exponent

Wie schon erwähnt, ist das Potenzieren nicht kommutativ, was die nachfolgende Ungleichung bestätigt.
Es seien {\displaystyle a,b\in \mathbb {R} } und {\displaystyle \mathrm {e} } sei die Eulersche Zahl. Dann gilt:
{\displaystyle \mathrm {e} \leq a<b\Rightarrow a^{b}>b^{a}}
Aus der abgebildeten Figur ergibt sich folgende Implikationskette:
{\displaystyle \mathrm {e} \leq a<b\Rightarrow m_{a}>m_{b}\Rightarrow {\frac {\ln(a)}{a}}>{\frac {\ln(b)}{b}}\Rightarrow b\cdot \ln(a)>a\cdot \ln(b)\Rightarrow \ln(a^{b})>\ln(b^{a})\Rightarrow a^{b}>b^{a}}
Analog lässt sich zeigen:
{\displaystyle a<b\leq \mathrm {e} \Rightarrow a^{b}<b^{a}}

## Potenzen komplexer Zahlen
Für ganzzahlige Exponenten kann man Potenzen mit komplexen Basen wie im reellen Fall definieren. Für beliebige reelle oder komplexe Exponenten muss man jedoch anders vorgehen.
Der erste Schritt zur Definition von Potenzen mit komplexen Basen und Exponenten besteht in der stetigen Fortsetzung der Funktion {\displaystyle \mathrm {e} ^{x}} auf die Menge {\displaystyle \mathbb {C} } der komplexen Zahlen. Dafür gibt es unterschiedliche Möglichkeiten. Zum Beispiel kann man die Reihe
{\displaystyle \mathrm {e} ^{z}=\sum _{n=0}^{\infty }{\frac {z^{n}}{n!}}=\operatorname {exp} (z)}
benutzen, die für alle {\displaystyle z\in \mathbb {C} } konvergiert und für alle {\displaystyle z=x\in \mathbb {R} } die Funktion {\displaystyle \mathrm {e} ^{x}} angibt. Mithilfe von Operationen mit Reihen beweist man danach, dass
{\displaystyle \mathrm {e} ^{z_{1}+z_{2}}=\mathrm {e} ^{z_{1}}\mathrm {e} ^{z_{2}}}
für beliebige {\displaystyle z_{1},z_{2}\in \mathbb {C} } und die eulersche Formel
{\displaystyle \mathrm {e} ^{\mathrm {i} \,y}=\cos y+\mathrm {i} \,\sin y}
für beliebige {\displaystyle y\in \mathbb {R} } gelten. Daraus folgt die Formel
{\displaystyle \mathrm {e} ^{x+\mathrm {i} \,y}=\mathrm {e} ^{x}\,(\cos {y}+\mathrm {i} \,\sin {y})},
die man auch für die Definition von {\displaystyle \mathrm {e} ^{z}} benutzen kann. Diese Formel zeigt, dass die Wertemenge von {\displaystyle \mathrm {e} ^{z}} gleich {\displaystyle \mathbb {C} \setminus \{0\}} ist und dass diese Funktion periodisch ist mit Perioden {\displaystyle 2k\pi \mathrm {i} }, {\displaystyle k\in \mathbb {Z} }.
Darum ist ihre Umkehrfunktion {\displaystyle \operatorname {Ln} (z)} mehrdeutig und für alle {\displaystyle z\neq 0} definiert. Sie kann mithilfe der Formel {\displaystyle \operatorname {Ln} (z)=\ln |z|+\mathrm {i} \operatorname {Arg} (z)} angegeben werden, wobei {\displaystyle |z|} der Betrag, {\displaystyle \operatorname {Arg} (z)} die Wertemenge des Arguments von {\displaystyle z} und {\displaystyle \ln |z|} der übliche reelle Logarithmus ist. Der Hauptwert {\displaystyle \ln(z)} dieser Funktion ergibt sich, wenn man den Hauptwert {\displaystyle \operatorname {arg} (z)} anstatt {\displaystyle \operatorname {Arg} (z)} benutzt. Für reelle {\displaystyle z=x>0} ist nach der üblichen Definition {\displaystyle \operatorname {arg} (x)=0}, deshalb stimmt diese Funktion {\displaystyle \ln } auf der Menge {\displaystyle \mathbb {R} ^{+}} mit dem üblichen reellen Logarithmus überein.
Für beliebige {\displaystyle a,z\in \mathbb {C} } mit {\displaystyle a\neq 0} definiert man dann:
{\displaystyle a^{z}=\mathrm {e} ^{z\,\operatorname {Ln} \,a}}
Das ist auch eine mehrdeutige Funktion, deren Hauptwert sich beim Einsatz von {\displaystyle \ln } anstatt {\displaystyle \operatorname {Ln} } ergibt.
Aber für {\displaystyle z=n\in \mathbb {Z} } verschwindet diese Mehrdeutigkeit und es entstehen übliche Potenzen mit ganzen Exponenten, die im ersten Abschnitt definiert wurden.
Seien {\displaystyle a\neq 0} und {\displaystyle \varphi \in \operatorname {Arg} (a)}, dann zieht die exponentielle Darstellung
{\displaystyle a=|a|\,\mathrm {e} ^{\mathrm {i} \varphi }}
nach sich, dass
{\displaystyle a^{n}=|a|^{n}\,\mathrm {e} ^{\mathrm {i} n\varphi }}
gilt.
Für einen rationalen Exponenten {\displaystyle q} mit der gekürzten Bruchdarstellung {\displaystyle q={\tfrac {m}{n}}}, mit {\displaystyle m\in \mathbb {Z} ,n\in \mathbb {N} }, hat die Potenz {\displaystyle a^{q}} genau {\displaystyle n} unterschiedliche Werte. Dies gilt insbesondere für {\displaystyle {\sqrt[{n}]{a}}=a^{\frac {1}{n}}}. Ist {\displaystyle n} ungerade und {\displaystyle a\in \mathbb {R} }, dann gibt es unter ihnen genau eine reelle Zahl, und das ist gerade die Zahl {\displaystyle a^{q}} aus dem Abschnitt 1.3.
Ist {\displaystyle n} gerade und {\displaystyle a<0}, dann nimmt {\displaystyle a^{q}} keine reellen Werte an. Wenn aber {\displaystyle n} gerade und {\displaystyle a>0} ist, dann nimmt die Potenz {\displaystyle a^{q}} genau zwei reelle Werte an, die unterschiedliche Vorzeichen haben. Der positive davon ist in diesem Fall gerade gleich der Zahl {\displaystyle a^{q}} aus dem Abschnitt 1.3.
Als ein Beispiel betrachten wir die Potenz {\displaystyle \mathrm {i} } hoch {\displaystyle \mathrm {i} }.
Aus {\displaystyle |\mathrm {i} |=1} und
{\displaystyle \operatorname {Arg} (\mathrm {i} )={\frac {\pi }{2}}+2{\pi }k} mit {\displaystyle k\in \mathbb {Z} }
folgt
{\displaystyle \operatorname {Ln} (\mathrm {i} )=\mathrm {i} \left({\frac {\pi }{2}}+2{\pi }k\right).}
Daraus ergibt sich
{\displaystyle \mathrm {i} ^{\mathrm {i} }=\mathrm {e} ^{\mathrm {i} \cdot \mathrm {i} ({\frac {\pi }{2}}+2\pi k)}=\mathrm {e} ^{-{\frac {\pi }{2}}-2\pi k}} mit {\displaystyle k\in \mathbb {Z} }
Der Hauptwert entspricht {\displaystyle k=0} und ist gleich {\displaystyle \mathrm {e} ^{-{\frac {\pi }{2}}}.}

## Spezielle Potenzen

### Zehnerpotenzen
Ganzzahlige Potenzen von 10 bilden die Grundlage unseres Zahlensystems, des Dezimalsystems. Als Potenz geschrieben, z. B. 10−9 für 0,000000001 oder 1011 für 100 Milliarden, werden sie in den Naturwissenschaften zur Darstellung sehr großer oder sehr kleiner positiver Zahlen verwendet.

### Potenzen von e
In der Mathematik und Technik besonders wichtig sind weiterhin Potenzen mit der Basis {\displaystyle \mathrm {e} \approx 2{,}71828}, der Eulerschen Zahl.

### Zweierpotenzen
Zweierpotenzen ergeben sich durch wiederholte Verdoppelung. Das überraschend schnelle Anwachsen der Zahlen macht Zweierpotenzen für Praxisbeispiele beliebt:
- Ein Blatt Papier üblicher Größe lässt sich nur etwa siebenmal auf die halbe Größe falten. Es hat dann 128 Lagen und nur noch ein 128-tel seiner Fläche. Wenn man es 42-mal falten könnte, was nur theoretisch geht, entspräche seine Dicke von ca. 400.000 km etwa der Entfernung von der Erde zum Mond.
- Jeder Mensch hat zwei biologische Eltern und die meisten haben vier Großeltern und acht Urgroßeltern. Ohne Ahnenverlust wären das vor 70 Generationen, zur Zeit Christi Geburt, {\displaystyle 2^{70}\approx 10^{21}} Ahnen, obwohl damals weniger als 109 Menschen gelebt haben.
- Die Weizenkornlegende vom Erfinder des Schachspiels, der auf jedem Feld des Schachbrettes die Anzahl der Weizenkörner verdoppelte, verdeutlicht ebenfalls das rasante Wachstum der Zweierpotenzen.

Zur digitalen Verarbeitung von Daten am Computer wird das Dualsystem mit der Basis 2 verwendet. Die Größeneinheiten digitaler Speichersysteme sind daher die Zweierpotenzen, also die Potenzen zur Basis 2 (das sind 1, 2, 4, 8, 16, …). Ein Kibibyte (abgekürzt KiB) entspricht {\displaystyle 2^{10}=1024} Bytes.

### Null hoch null
00 wird oft als 1 definiert, auch wenn dies keine stetige Fortsetzung von 
{\displaystyle x^{y}} ist, denn diese gibt es nicht. Manche Autoren lassen den Ausdruck {\displaystyle 0^{0}} undefiniert.

## Umkehrfunktionen
Da das Kommutativgesetz beim Potenzieren nicht gilt, gibt es zwei Umkehrrechenarten:
- das Wurzelziehen, um Gleichungen der Bauart {\displaystyle x^{a}=b} nach {\displaystyle x} aufzulösen, also um die Basis zu ermitteln, wenn der Exponent bekannt ist,
- das Logarithmieren für Gleichungen des Typs {\displaystyle a^{x}=b}, also die Bestimmung des Exponenten, wenn die Basis gegeben ist.

## Verallgemeinerungen

### Allgemeinere Basen
Allgemein gibt es Potenzen mit positiven, ganzzahligen Exponenten in jeder Halbgruppe. Hat diese ein neutrales Element und wird dadurch zum Monoid {\displaystyle M}, so ist auch Exponent 0 sinnvoll, {\displaystyle a^{0}} ist dann immer das neutrale Element. Es gelten für alle {\displaystyle a,b\in M;m,n\in \mathbb {N} _{0}} die Potenzgesetze
- {\displaystyle a^{m+n}=a^{m}\cdot a^{n}}
- {\displaystyle (a^{m})^{n}=a^{m\cdot n}}
- {\displaystyle (a\cdot b)^{m}=a^{m}\cdot b^{m}}, falls {\displaystyle a} und {\displaystyle b} vertauschen, d. h. wenn {\displaystyle ab=ba} gilt.

Ist {\displaystyle a} ein invertierbares Element, so kann man mittels
{\displaystyle \!\ a^{-n}=(a^{-1})^{n}} für {\displaystyle n\in \mathbb {N} }
Potenzen mit beliebigen ganzzahligen Exponenten definieren. Die Rechenregeln gelten analog. Im Fall abelscher Gruppen besagen sie, dass durch die Potenzierung die Struktur eines {\displaystyle \mathbb {Z} }-Moduls induziert wird.

### Allgemeinere Exponenten
Allgemeinere Exponenten wie Matrizen werden meist nur im Zusammenhang mit der Basis {\displaystyle \mathrm {e} }, also als Werte der verallgemeinerten Exponentialfunktion betrachtet.
Darüber hinaus wird die Potenzschreibweise gelegentlich auch für andere natürliche Fortsetzungen verwendet. So werden beispielsweise in der algebraischen Zahlentheorie gelegentlich Potenzen von Elementen von (topologischen) Galoisgruppen mit Exponenten in Vervollständigungen von {\displaystyle \mathbb {Z} } betrachtet; es handelt sich dann um die jeweils eindeutig bestimmte stetige Fortsetzung der Abbildung
{\displaystyle \mathbb {Z} \to G,\quad n\mapsto g^{n}.}
Für beliebige Kardinalzahlen {\displaystyle |X|} und {\displaystyle |Y|} lässt sich die Potenz durch {\displaystyle |Y|^{|X|}:=|Y^{X}|} definieren, wobei {\displaystyle Y^{X}} die Menge aller Funktionen mit Definitionsbereich {\displaystyle X} und Bild {\displaystyle Y} bezeichnet, diese Verallgemeinerung setzt das Potenzmengenaxiom voraus, wobei zur Handhabung der Kardinalzahlen in der Regel auch das Auswahlaxiom angenommen wird.

## Mehrdeutigkeit der Exponentenschreibweise
Die Exponentenschreibweise kann insbesondere bei Funktionen verschiedene Bedeutungen haben, je nachdem, ob die Schreibweise die Iteration der Verkettung oder der punktweisen Multiplikation wiedergeben soll. Darüber hinaus könnte auch ein oberer Index gemeint sein. In der Regel geht aus dem Kontext hervor, was gerade gemeint ist.

### Verkettung
Die Potenzschreibweise wird oft als abkürzende Schreibweise für die Verkettung von Funktionen, deren Werte wieder im Definitionsbereich liegen, verwendet, zum Beispiel für Iterationen in dynamischen Systemen.
Man definiert, wobei id die Identität auf dem Definitionsbereich bezeichnet, rekursiv:
{\displaystyle f^{0}:=\mathrm {id} ;\quad f^{n}:=f\circ f^{n-1}}
für {\displaystyle n\geq 1}, also
{\displaystyle f^{1}:=f;\quad f^{2}:=f\circ f,}
und so weiter.
Für die Funktionswerte bedeutet dies
{\displaystyle f^{0}(x)=\mathrm {id} (x)=x;\quad f^{1}(x)=f(x);\quad f^{2}(x)=(f\circ f)(x)=f(f(x))}
und allgemein
{\displaystyle f^{n}(x)=(f\circ f^{n-1})(x)=f\left(f^{n-1}(x)\right).}
Als Erweiterung dieser Definition definiert man üblicherweise noch {\displaystyle f^{-1}} als die Umkehrfunktion von {\displaystyle f}. Insbesondere findet sich diese Schreibweise auch auf vielen Taschenrechnern, beispielsweise wird dort und auch sonst die Arkusfunktion {\displaystyle \arcsin } mit {\displaystyle \sin ^{-1}} bezeichnet. Oft bezeichnet {\displaystyle f^{-1}} auch die Urbildfunktion.

### Multiplikation
Als abkürzende Schreibweise für die Multiplikation mehrerer Funktionswerte trigonometrischer Funktionen mit gleichen Argumenten, wie sie beispielsweise bei den Additionstheoremen für Winkelfunktionen häufig auftreten, hat sich ebenfalls die Potenzschreibweise eingebürgert, das heißt, man schreibt
{\displaystyle \sin ^{2}\!x:=(\sin x)^{2}=\sin(x)\cdot \sin(x)=\sin x\cdot \sin x}.
Dies ist nicht mit der oben vorgestellten Schreibweise für die Verkettung von Funktionen verträglich. Gleiches gilt für Polynome. Mit {\displaystyle x^{n}} meint man immer das {\displaystyle n}-fache Produkt der Unbestimmten {\displaystyle x} mit sich selbst. Da die Unbestimmte als Polynomfunktion die identische Abbildung ist, wäre die Potenzschreibweise als Iteration von Funktionen hier nicht sinnvoll.

### Oberer Index
Für indizierte Größen schreibt man den Index manchmal hochgestellt, sodass in den Formeln der Eindruck einer Potenzierung entstehen könnte. Das kommt besonders in der Tensorrechnung vor, etwa bei der Bezeichnung von Vektorfeldern in Koordinatenschreibweise, oder bei der Indizierung von Größen, die ihrerseits bereits indiziert sind, etwa Folgen von Folgen.

### Ableitung
Wird der Exponent in Klammern geschrieben, so ist meist die entsprechende Ableitung gemeint, {\displaystyle f^{(n)}} bezeichnet dann die {\displaystyle n}-te Ableitung der Funktion {\displaystyle f}.

## Potenzwert mit Zirkel und Lineal
Der Wert einer Potenz kann auch – so wie die Quadratwurzel, die Multiplikation und die Division – als Konstruktion mit Zirkel und Lineal mithilfe des Strahlensatzes dargestellt werden. Die Bedingung dabei ist: Die Basis {\displaystyle a} ist eine reelle Zahl und der Exponent eine positive ganze Zahl. 
Es ist zu unterscheiden, ob die Basis {\displaystyle a} größer oder kleiner als die Zahl {\displaystyle 1} ist. Im Folgenden werden beide Möglichkeiten für einen Potenzwert gleich {\displaystyle a^{4}} beschrieben. Dabei wird auch die Vorgehensweise für Potenzwerte {\displaystyle a^{2}}, {\displaystyle a^{3}} und  {\displaystyle a^{n}} erkennbar.

### Konstruktion für a > 1

Potenzwert mit Zirkel und Lineal,
Beispiel

Zunächst zieht man durch den vorher bestimmten Punkt {\displaystyle 0} den ersten Strahl und bestimmt darauf die Länge gleich {\displaystyle 1}. Es folgt der Halbkreis mit dem Radius {\displaystyle a} um den Punkt {\displaystyle 0,} die Schnittpunkte sind {\displaystyle A} und {\displaystyle B.} Nun wird eine Senkrechte zu {\displaystyle {\overline {AB}}} in {\displaystyle 1} errichtet, bis sie den Halbkreis in {\displaystyle B'} schneidet. Das Einzeichnen des zweiten Strahls durch den Punkt {\displaystyle B'} schließt sich an.
Weiter geht es mit dem Errichten einer Senkrechten auf dem zweiten Strahl im Punkt {\displaystyle B'}, bis sie den ersten Strahl in {\displaystyle D} schneidet. Die Strecke {\displaystyle {\overline {0D}}} entspricht dem Potenzwert {\displaystyle a^{2}.} Jetzt wird eine Senkrechte auf dem ersten Strahl im Punkt {\displaystyle D} errichtet, bis sie den zweiten Strahl in {\displaystyle F} schneidet. Schließlich liefert eine letzte Senkrechte auf dem zweiten Strahl im Punkt {\displaystyle F} den Potenzwert {\displaystyle a^{4}} als Strecke {\displaystyle {\overline {0G}}}.
- Die beiden gestrichelten Linien sowie die Punkte {\displaystyle C} und {\displaystyle E} werden für die Lösung des Potenzwertes {\displaystyle a^{4}} nicht benötigt. Sie dienen lediglich der Verdeutlichung wie der Potenzwert {\displaystyle a^{3}} bestimmt werden kann.

### Konstruktion für a < 1

Potenzwert mit Zirkel und Lineal,
Beispiel

Zuerst werden z. B. auf einer Zahlengeraden die Längen {\displaystyle a} und {\displaystyle 1} als Strecken {\displaystyle {\overline {AB}}} bzw. {\displaystyle {\overline {BD}}} aufgetragen. Anschließend wird der Halbkreis über {\displaystyle {\overline {AC}}} eingezeichnet. Es folgen die Halbierung der Strecke {\displaystyle {\overline {BD}}} in {\displaystyle E} und das Ziehen des Kreisbogens mit Radius {\displaystyle {\overline {ED}}} um {\displaystyle E}, bis er den Halbkreis in {\displaystyle F} schneidet. Nun wird das Lot ab {\displaystyle F} auf die Zahlengerade mit Fußpunkt {\displaystyle G} gefällt. Die Strecke {\displaystyle {\overline {BG}}} entspricht dem Potenzwert {\displaystyle a^{2}.} Nach den Verbindungen der Punkte {\displaystyle B} mit {\displaystyle F} sowie {\displaystyle D} mit {\displaystyle F} ergibt sich am Scheitel {\displaystyle F} ein rechter Winkel.
Weiter geht es mit dem Ziehen einer Parallelen zur Strecke {\displaystyle {\overline {DF}}} ab {\displaystyle G}, bis sie {\displaystyle {\overline {BF}}} in {\displaystyle H} schneidet. Der nun folgende Kreisbogen mit Radius {\displaystyle {\overline {BH}}} um {\displaystyle B} schneidet den Zahlenstrahl in {\displaystyle I.} Die Strecke {\displaystyle {\overline {BI}}} entspricht dem Potenzwert {\displaystyle a^{3}.} Eine Parallele zur Strecke {\displaystyle {\overline {GH}}} ab {\displaystyle I} schneidet {\displaystyle {\overline {BF}}} in {\displaystyle J}. Abschließend wird der Kreisbogen mit Radius {\displaystyle {\overline {BJ}}} um {\displaystyle B} gezogen, bis er den Zahlenstrahl in {\displaystyle K} schneidet. Die Strecke {\displaystyle {\overline {BK}}} ist der gesuchte Potenzwert {\displaystyle a^{4}.}

## Technische Schreibweise

### Darstellung
Die Schreibweise {\displaystyle x^{y}} mit hochgestelltem Exponenten ist praktisch und gut lesbar in handgeschriebenen Formeln und im Schriftsatz, aber unpraktisch bei Schreibmaschinen und Terminals, bei denen die Zeichen einer Zeile alle auf einer Höhe stehen. Wenn hochgestelltes Schreiben nicht möglich ist, verwendet man in Anlehnung an gängige Programmiersprachen oft die Schreibweise a^b oder auch a**b
Zehnerpotenzen werden in der elektronischen Datenverarbeitung oder in der Anzeige auf Taschenrechnern häufig mit e oder E dargestellt.

Häufig anzutreffende Darstellung für z. B. −299792458 = −2,99792458·108
| -2.9979 08       | (8-stellige 7-Segment-Anzeige)                  |
| -2.997925 08     | (10-stellige 7-Segment-Anzeige)                 |
| -2.9979256 08    | (8-stellige 7-Segment-Anzeige + Exponentenfeld) |
| -2.99792458 E+08 | (16-stellige Punktmatrixanzeige)                |
| -2.99792458E+08  | (Gleitkommadarstellung nach IEEE)               |

### In Programmiersprachen
Programmiersprachen verwenden unterschiedliche Wege, um eine Potenz darzustellen:
- x ↑ y: ALGOL, Commodore BASIC
- x ^ y: BASIC, J, MATLAB, R, Microsoft Excel, TeX (und seine Ableger), TI-Basic, bc (für ganzzahlige Exponenten), Haskell (für nicht negative ganzzahlige Exponenten), Lua, ASP und die meisten Computeralgebrasysteme
- x ^^ y: Haskell (für rationale Basis und ganzzahlige Exponenten), D
- x ** y: Ada, Bash, COBOL, Fortran, FoxPro, Gnuplot, OCaml, ooRexx, Perl, PHP, PL/I, Python, REXX, Ruby, SAS, Seed7, Tcl, ABAP, Haskell (für Gleitkomma-Exponenten), Turing, VHDL, JavaScript
- x⋆y: APL
- (expt x y): Common Lisp
- x sup y : eqn[5]

In vielen Programmiersprachen gibt es statt eines Potenzoperators eine entsprechende Bibliotheksfunktion, beispielsweise pow(x,y) in C, Math.pow(x,y) in Java oder JavaScript und Math.Pow(x,y) in C#.

## Verwandte Themen
- Exponentialfunktion ist eine Funktion mit variablem Exponenten, die Potenzfunktion mit variabler Basis.
- Entsprechende Folgen sind die geometrische Folge und die Potenzfolge.
- Die binäre Exponentiation ist ein effizientes Verfahren zur Potenzierung mit natürlichen Exponenten.
- Als Potenzturm werden Potenzen bezeichnet, deren Basis und/oder Exponent selbst eine Potenz ist.
- Größenordnung, wissenschaftliche Notation – zur Darstellung von Zahlen mittels Potenzen.